# Bahnhofstraße 7 (Grebenstein)

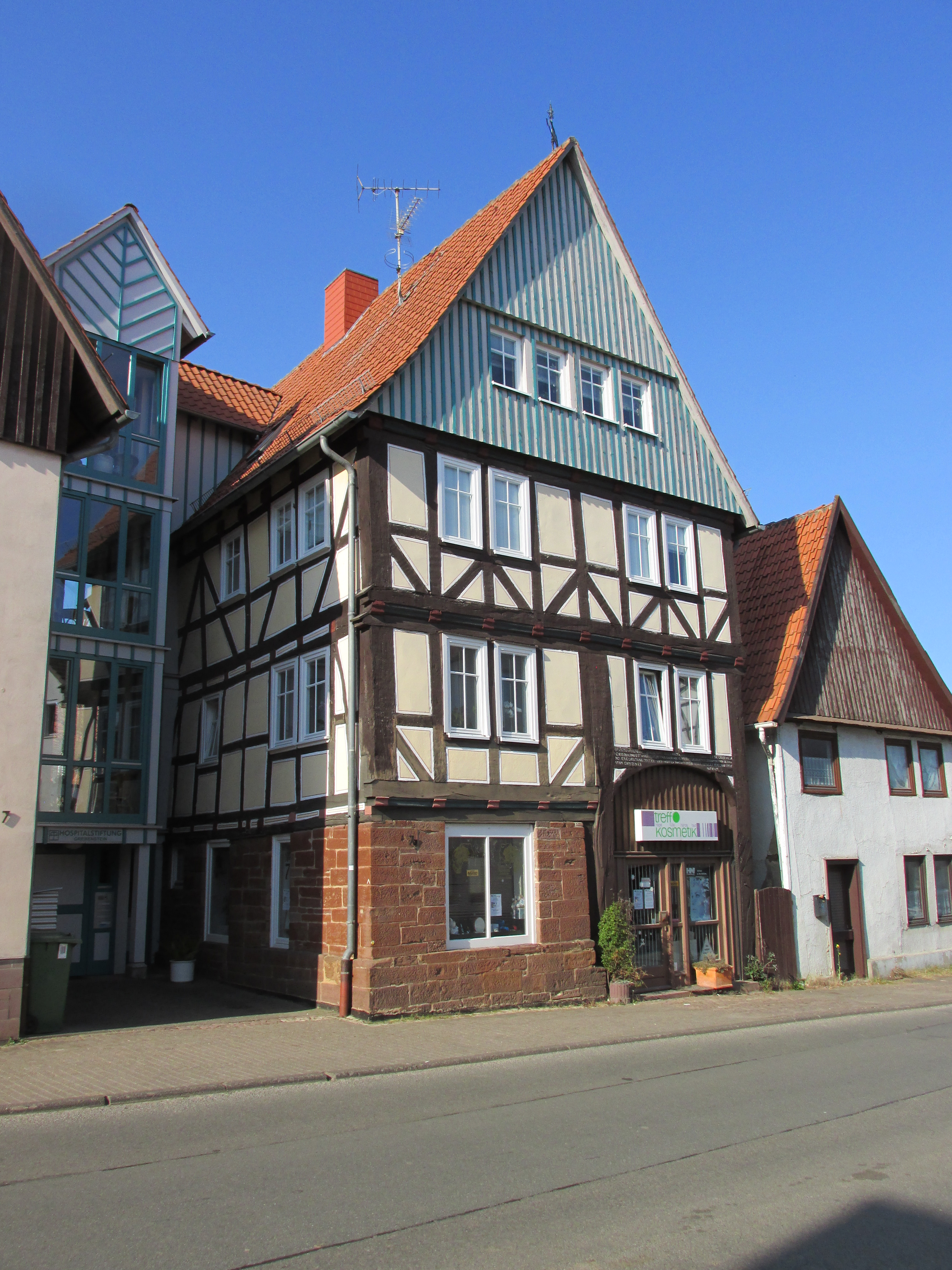
Fachwerkhaus Bahnhofstraße 7 in Grebenstein

Das Gebäude Bahnhofstraße 7 in Grebenstein, einer Stadt im Landkreis Kassel in Nordhessen, wurde 1721 errichtet. Das Fachwerkhaus ist ein geschütztes Kulturdenkmal.
Das Längsdielenhaus, das ehemals als Pfarrscheune diente, hat einen zweischiffigen Grundriss. Auf den zweigeschossigen Ständerunterbau wurde in Stockwerkbauweise ein drittes Geschoss aufgesetzt. Die linke Traufseite und der untere Teil der Giebelwand wurden im 19. Jahrhundert erneuert.
Die Straßenseite hat barocke Schnitzornamente und Brüstungs-Streben sowie ein rundbogiges Tor mit Inschriftbalken. 
In den letzten Jahren fand eine umfassende Renovierung und eine Umnutzung statt.